# Fordfabriek in Southampton

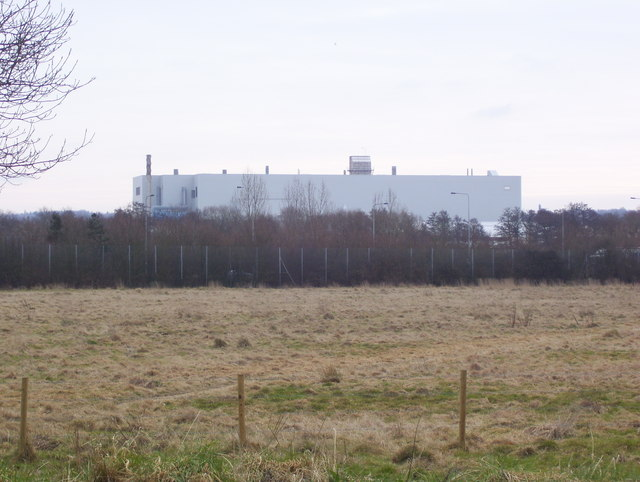
Fordfabriek te Southampton

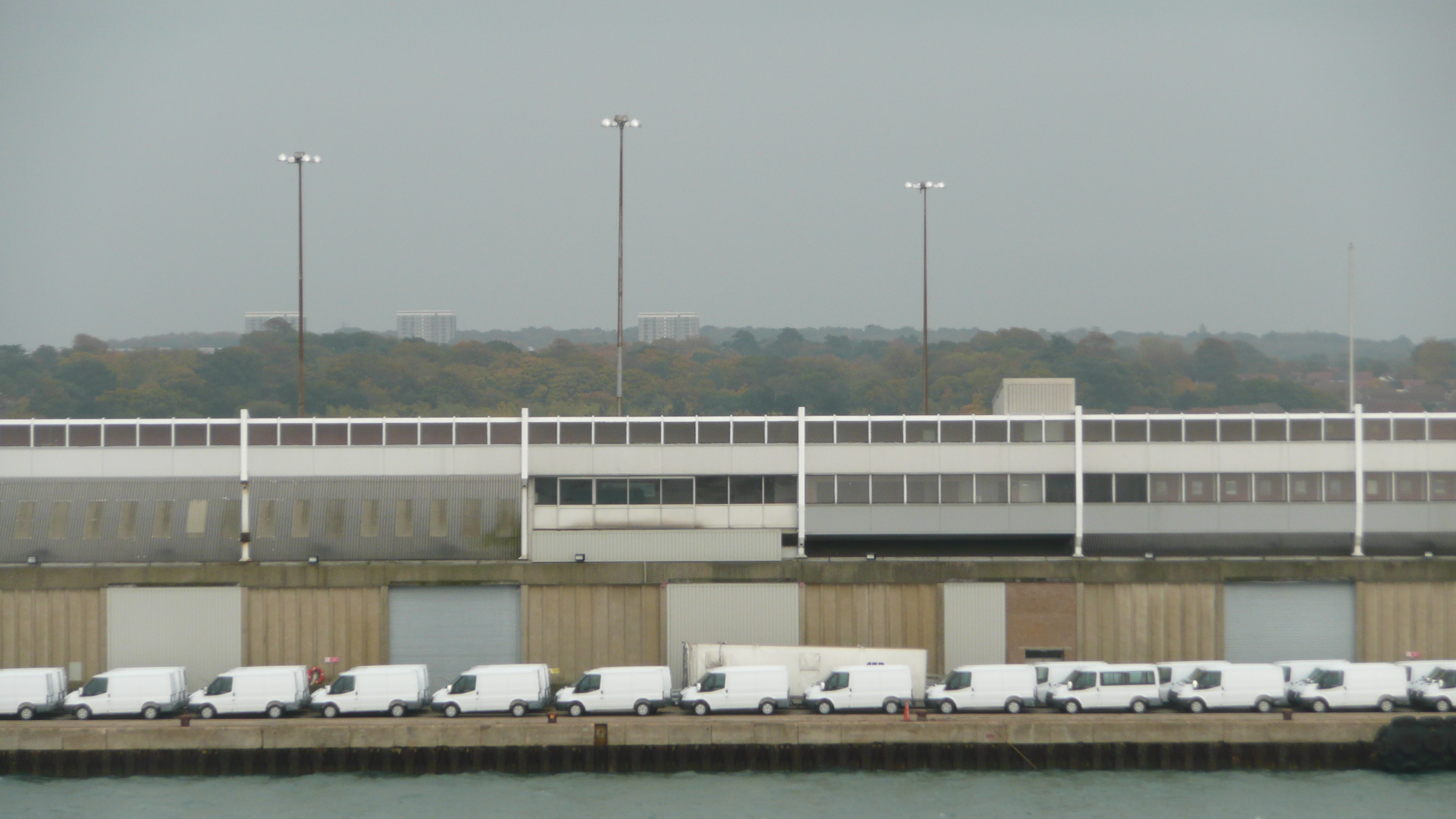
Ford Transit-bestelwagens wachten op uitvoer in de Southampton Docks

De fabriek van de Amerikaanse autobouwer Ford in de Engelse stad Southampton (Southampton Assembly Plant) was een voertuig-assemblagefabriek die zo'n 180.000 vierkante meter besloeg. 
Het enige model dat er werd gebouwd was de bestelwagen Ford Transit. Er werden in de fabriek 35.000 Transit-bestelwagens per jaar geassembleerd. Anno 2013 had Ford 500 werknemers in dienst in Southampton. Veel onderdelen werden geleverd door fabrieken elders. 

## Geschiedenis
Het was oorspronkelijk een vliegtuig-onderdelen fabriek. De bouw van de fabriek begon in 1939 vlak bij het vliegveld van Southampton. Op 2 februari datzelfde jaar werd de gloednieuwe fabriek geopend door de burgemeester van Southampton. In 1947 werd de fabriek overgekocht door de Briggs Motor Bodies, een leverancier van truck-onderdelen. In 1965 was de fabriek in handen van Ford die vanaf dan de Transit-bestelwagen en haar onderdelen produceerde.

### Sluiting
Op 25 oktober 2012 werd de sluiting van de fabriek aangekondigd. Een dag eerder werd ook in de vestiging in Genk het collectief ontslag aangekondigd. Ford Genk sloot zijn deuren in december 2014.
De fabriek in Southampton staakte in juli 2013 de productie. De productie van de Transit verhuisde naar Turkije. 